# Kabaret

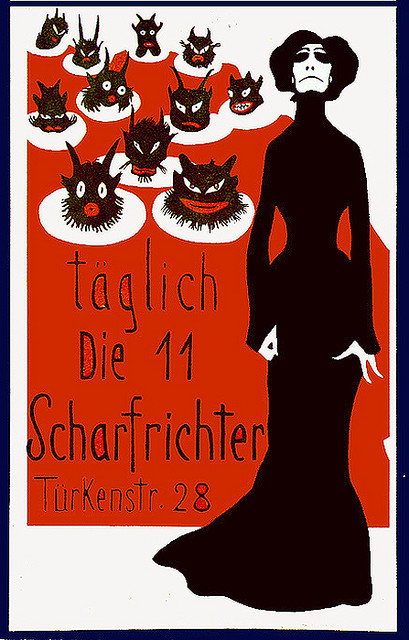
Thomas Theodor Heine: Plakát kabaretní šansoniérky Maryi Delvard, Vídeň (1911)

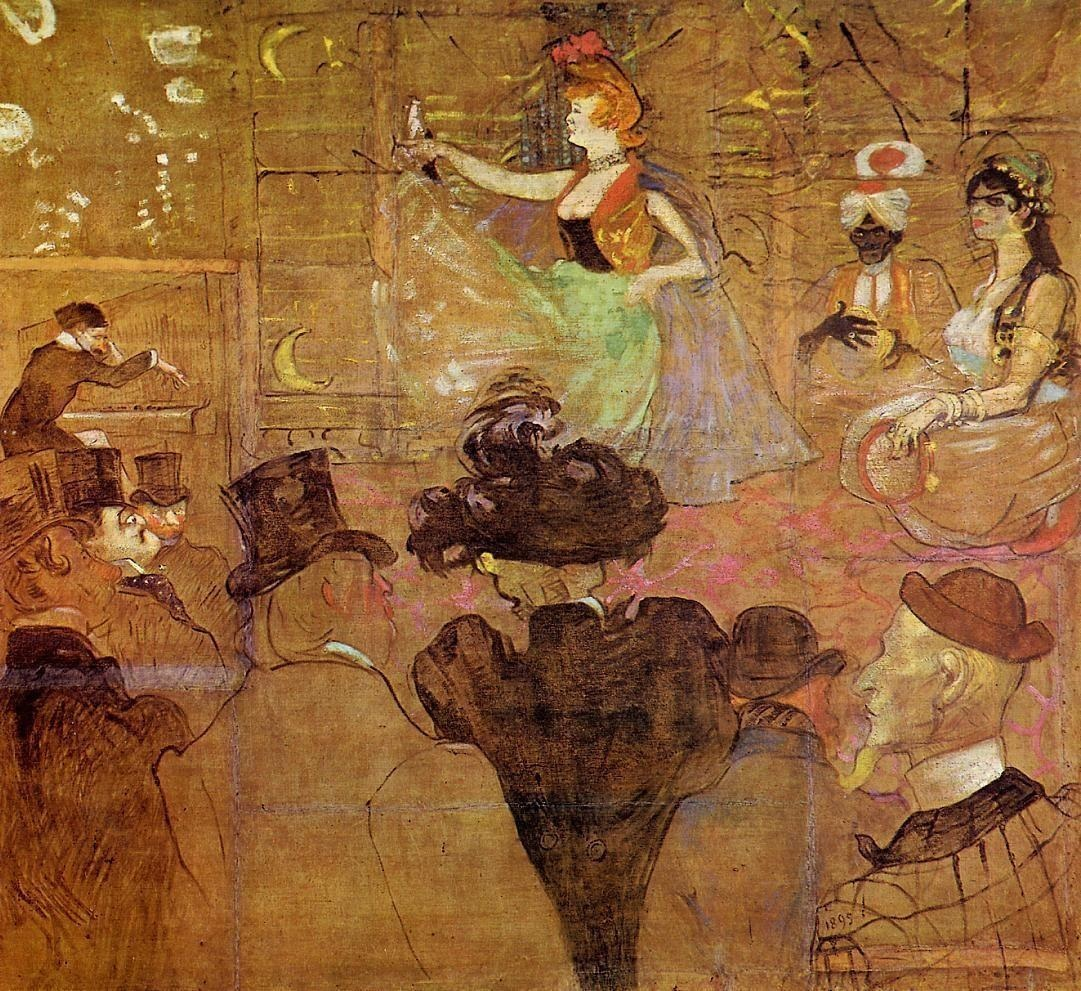
Henri de Toulouse-Lautrec: Maurský tanec v kabaretu

Kabaret (z franc. cabaret [kabare:]) je hospoda, krčma, kavárna, zábavní podnik či hostinec se zábavným, humoristickým, hudebním nebo tanečním programem. Obsahuje výstupy hudební, pěvecké – často smutné písně zvané šansony, nebo veselé či komické písně zvané kuplety (z franc. couplet – sloka, refrén, jednoduchý popěvek, volně přeloženo odrhovačky) – dále taneční výstupy a mluvené scénky (skeče). Programem může provázet konferenciér (entertainer). Lehčí kabaret s převažujícím hudebním programem a dámskou obsluhou bývá označován slovem šantán (z francouzského café chantant – kavárna se zpěvem).

## Původ názvu
Francouzský termín cabaret není podle filologů jednoznačného původu. Mohl vzniknout z francouzského slova chambre označujícího komoru či pokoj, nebo z arabského kharabat, jež podobně jako v turečtině khammarât znamená místo prostituce, obchod s alkoholem nebo tavernu. Kabaret je tedy místem zábavy v nejširším slova smyslu, nelze je jednoznačně vymezit ani ohraničit. Stejně jako většina uměleckých forem i kabaret se musel přizpůsobovat době. Reagoval na proměny politické, ekonomické a společenské. Satirickým, často jízlivým způsobem kritizoval chudé i bohaté, buržoazii i smetánku. Jeho cílem zůstávalo diváky pobavit, rozesmát, mnohdy i pobouřit a vyvolat jejich reakce. Ať už skeči, pantomimou, tancem, zpěvem nebo agitací na politickou situaci. V kabaretech se inspirovali i velcí umělci a nacházeli zde svobodné prostředí, v němž se nemuseli bát vyjádřit svůj názor. Ne že by byli chráněni před ranami nebo bitkou, ale kabaret byl místo, kde se s tím počítalo.

## Historie ve světě

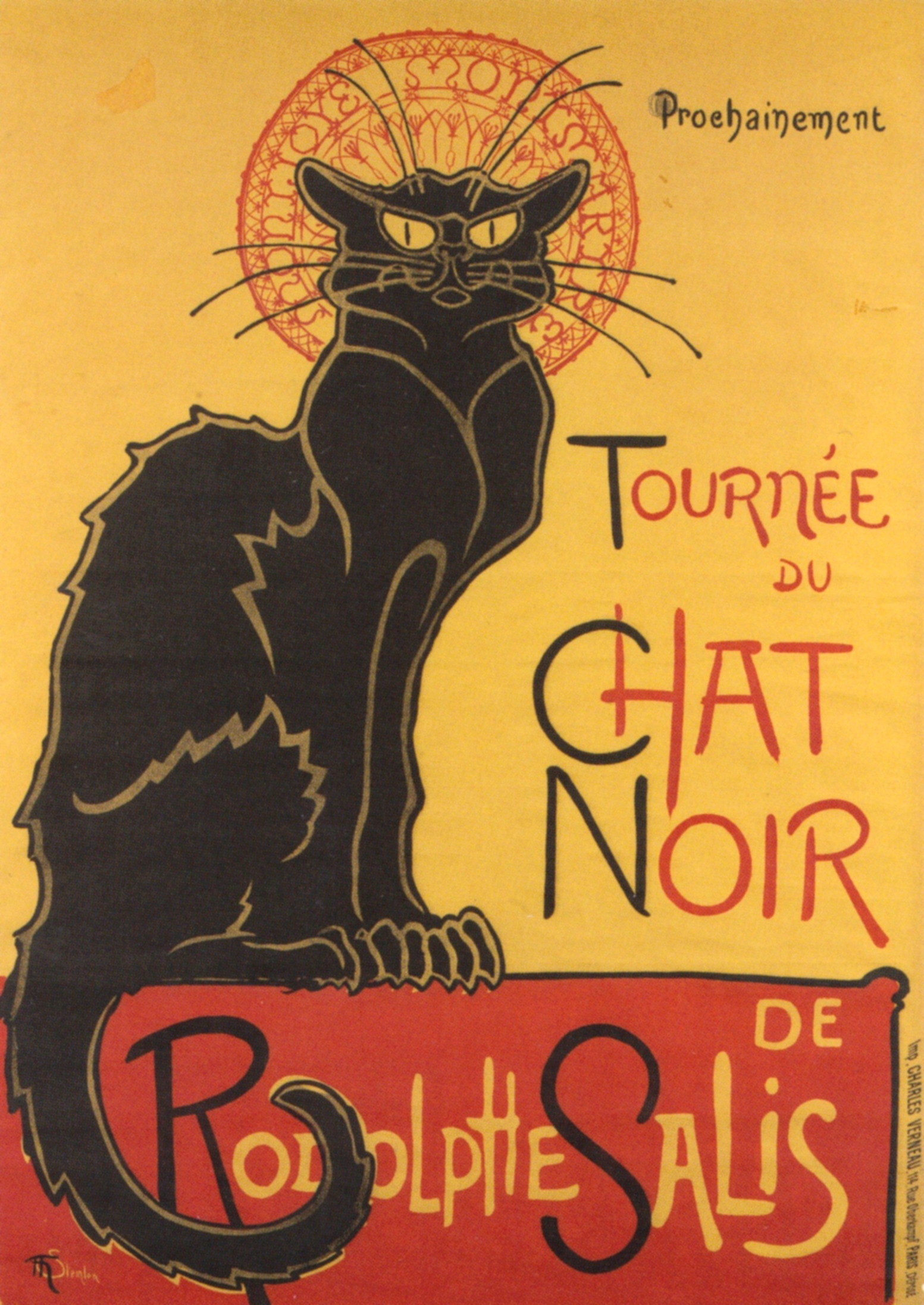
Théophile Steinlein: Plakát kabaretu Le Chat noir (1896)

Předchůdcem kabaretů byly v 17. a 18. století takzvané Les Caveaux (sklípky), v nichž se scházela uzavřená společnost umělců a prezentovala svá díla poetická, prozaická, hudební, pěvecká či divadlo. Do těchto klubů bylo obtížné proniknout, proto začaly vznikat Les Goguettes (z franc. místo k nadávkám a opíjení, volně přeloženo nálevny). Šlo o lidové podniky otevřené každému obyčejnému pouličnímu umělci, eskamotérovi a lidovému písničkáři. Kvalita produkce i sociální složení publika byly v těchto podnicích nízké, přitahovaly kriminální živly, a tak většinou brzy zanikaly, pokud nebyly uzavřeny zásahem policie.
Rozšíření novodobých kabaretů je spojeno s nástupem moderní společnosti, obdobím nazývaným La belle epoque (krásná či zlatá epocha). V Paříži roku 1881 byl otevřen kabaret Le Chat noir (Černý kocour). Jeho zakladateli byli Rodolphe Salis a Emil Godeman, který byl členem slavné francouzské avantgardní skupiny Hydropatů. V téže době byl populární také druhý pařížský kabaret Folies Bergère. Stejně známý a stále existující je Le Moulin Rouge (Červený mlýn), který proslavil pařížskou čtvrť Montmartre a byl kolébkou kankánu. Celosvětovou módu kabaretu vyvolala Světová výstava v Paříži roku 1900, kde kabaret patřil ke každodenním programům. Kolem roku 1900 se kabaret velmi rozšířil také v německy mluvících zemích, v Londýně a v New Yorku.

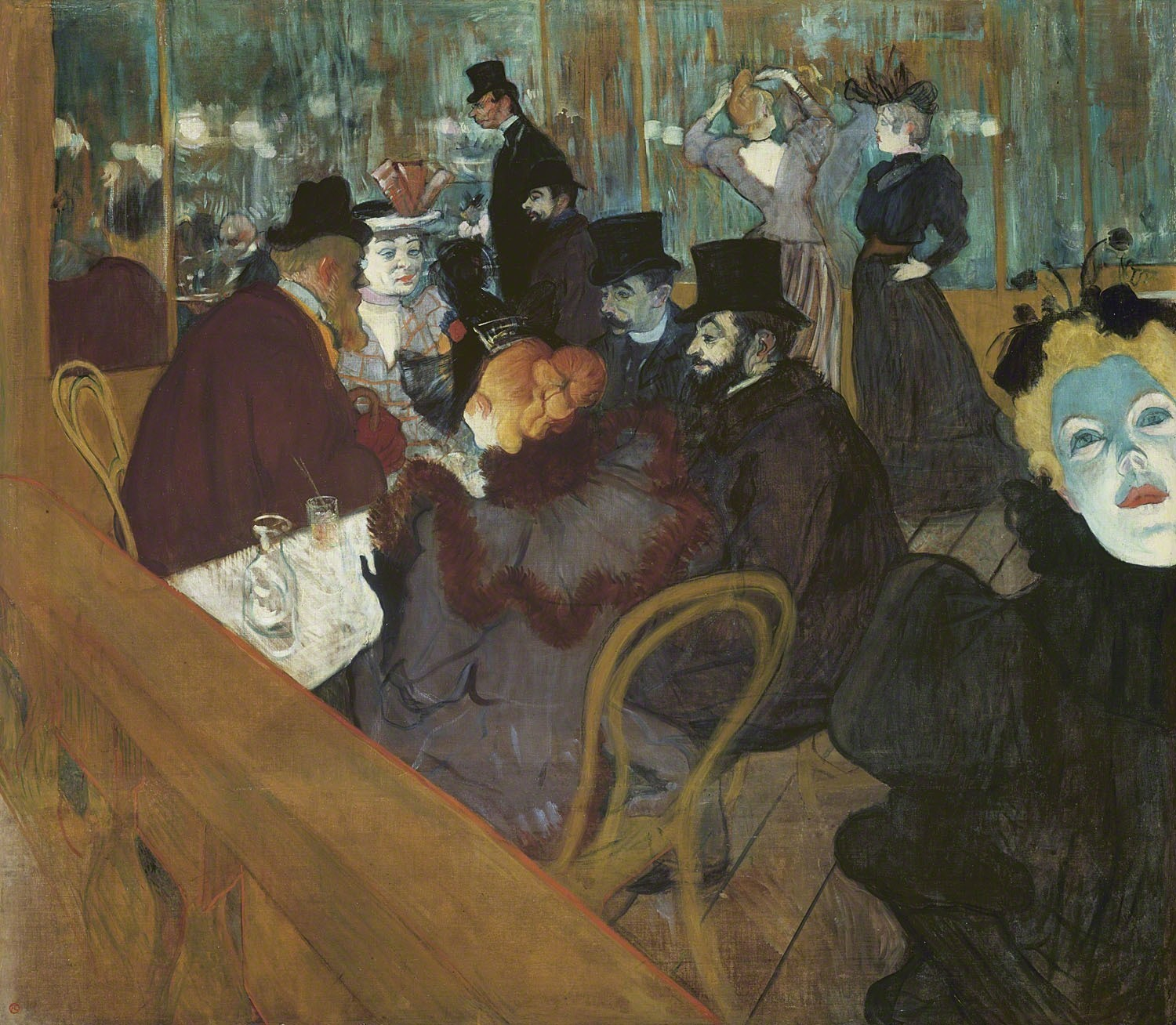
Malíř Henri de Toulouse-Lautrec v Moulin rouge (1892)

Tanečnice Loie Fuller, Folies Bergere 1897

Kabarety od sklonku 19. století zažívaly rozmach především v hlavních městech zemí: Mnichov (Elf Scharfrichter – Jedenáct katů), Berlín (Buntes Theater – Pestré divadlo), Paříž, Vídeň (Simpl Carla Farkase a Fritze Grünbauma) a New York. Z Ameriky pochází i pověstná burleska (burlesque – fraška, varieté). Umělci či umělkyně, často z nejnižších společenských vrstev, v kabaretu také bydlívali a mohli se živit prostitucí. Návštěvnicí v kabaretech hledali místo, kde se veřejně mohli vysmívat měšťáctví a obdivovat ne-logiku všedních dnů. Kabaret byl vším, čím nebyl svět za jeho dveřmi.
Každý kabaret měl svou vlastní tvář a prezentoval se trochu jinak. Některé se snažily o ryze intelektuální zábavu, ale nesklízely valný úspěch. Publikum lákala pokleslá zábava. Žádné předpisy a pravidla. Žádné striktní scénáře, mnohdy ani opona. Nejslavnější berlínský kabaret proslul svou bojovnou satirou, v Paříži byly slavné kabarety literární a v New Yorku se divák mohl dočkat prvotřídní show s nádechem erotiky.

## Historie v českých zemích

### 1836 a 1867
Počátky kabaretu v českých zemích jsou v 19. století spojeny s kočujícími kabaretiéry, kteří se mohli rekrutovat z divadelních společností, od nichž se oddělili, nebo z pouličních bavičů na tržištích. Většinou to nebyli Češi, nýbrž potulní umělci z Německa, například z Lipska, Drážďan či Vídně. Tak se již roku 1836 inzeruje „Cabaret“ v lázeňském kulturním programu na kolonádě v Karlových Varech. Podobně Josef Václav Frič v roce 1867 označuje slovem „cabaret“ vystoupení ve Švandově divadle v Praze. Několik desítek let cestovaly skupinky umělců od hostince k hostinci s česko-německým repertoárem. Na přelomu 19. a 20. století vznikaly první šansony.

### Praha 1891
První kabaret se v Praze pokusil otevřít zkrachovalý barytonista, neúspěšný pořadatel vojenských koncertů, špatný kouzelník a eskamotér Eduard Schlöbl pod názvem Etablisment Schloebl, vystupoval například v kavárně Union.
Po delším úsilí o ustanovení stálého hudebně divadelního souboru v Praze, byla 14. srpna 1892 otevřela pod vedením pěvce a ředitele Františka Leopolda Šmída První pražská pěvecká společnost působící v sále restaurace U zlatého soudku v Ostrovní ulici. Jednalo se o první stálý český šantán, kde byla uváděna především kabaretní představení: tanečně-hudební komponované večery s komediálními či kouzelnickými výstupy, v počtu až 15 výstupů. Na závěr bylo pak sehráno jednoaktové hudební představení. Rovněž zde byla hojně uváděna Šmídova díla. Šmíd se jako ředitel zasloužil také o řádnou organizaci představení: začátku v přesně avizovaný čas či výběru vstupného na pokladně u vstupu, a nikoli výběrem vstupného mezi diváky v hledišti.   
Kabaretní výstupy dále probíhaly v divadle Uranie v zahradě pivovaru v Holešovicích od roku 1898, poprvé při výstavě spolku inženýrů a architektů.
Mezi stálé kabarety patřily podniky U Labutě (U bílé labutě) v ulici Na poříčí 21, název z reklamních důvodů ve 30. letech 20. století převzal sousední obchodní dům, U Zlatého soudku, U Rozvařilů, U Bažantů, U Bucků, U sv. Tomáše, U Fleků, či U medvídků. Tyto hostince se chlubily jak stálým repertoárem, tak proměnným programem. Zatímco ve světě se v podobných podnicích servírovalo spíše víno nebo káva s koňakem, v Praze to bylo jednoznačně pivo. Kabaretům se vyrovnaly hostince se stálým hudebním programem, například s dámskou kapelou (U Ježíška ve Spálené ulici).

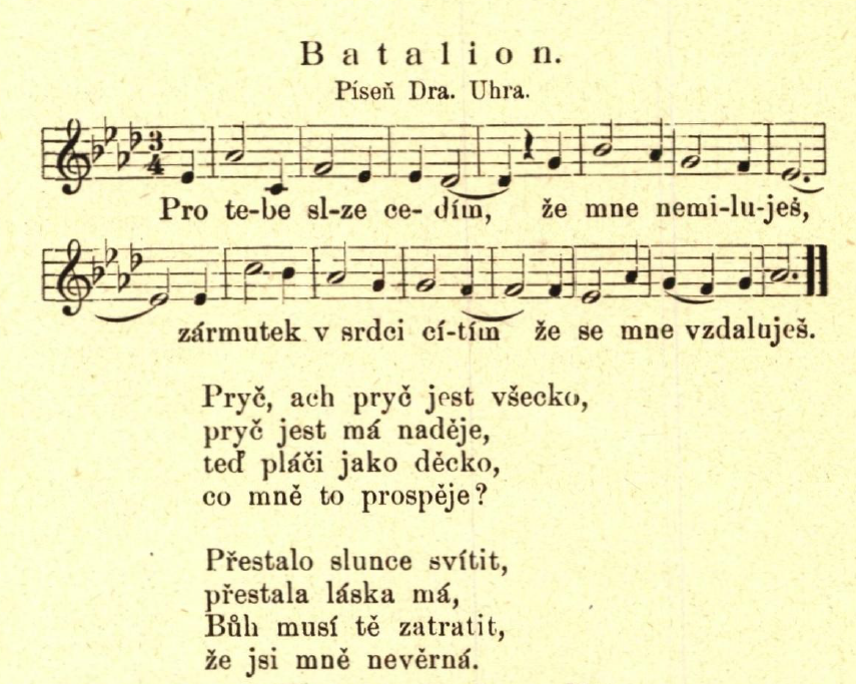
Ústřední píseň populární zpěvohry Batalion od Františka Leopolda Šmída

### 1908–1948
Samotný pojem kabaret se začal v Česku užívat až od roku 1908, poprvé na Jubilejní výstavě Obchodní a živnostenské komory na pražském výstavišti. Ihned si získal velkou oblibu a diváci se do nově vzniklých kabaretů jen hrnuli. V roce 1914 bylo v Praze kolem deseti kabaretů. V roce 1910 například v Mramorovém sále paláce Lucerna vystupovala francouzská kabaretiérka slečna Théodora Degen, emblém Lucerny dodnes září při vchodu do pasáže ve Vodičkově ulici.
S koncem monarchie kabarety přetrvávaly, stěhovaly se z místa na místo a měnily svůj repertoár. Tvrdou konkurencí pro ně byl biograf. Tak skončil například v roce 1918 kabaret Hvězda na Václavském náměstí, kabaret Červená sedma se během první světové války přestěhoval do Rokoka a odtud roku 1918 do hotelu Central v Hybernské ulici. V menším počtu, ale s předními divadelními herci kabarety působily za První republiky, kdy uměleckou avantgardu v Praze stále představoval kabaret Červená sedma, založený již roku 1909 v kavárně Montmartre v Řetězové ulici na Starém Městě. Pro střední společenské vrstvy byl hlavní autorskou osobností až do začátku druhé světové války Karel Hašler. V kabaretech vystupovali například Vlasta Burian, Ferenc Futurista, Eman Fiala nebo Jára Kohout. Kromě Prahy byly oblíbené kabarety například v Brně nebo v Bratislavě.

### 1948–1989
Po roce 1948 komunistický režim program kabaretů hlídal a omezil jej na úroveň komunální satiry. Cenzura se snažila zabránit volnomyšlenkářským aktivitám a produkce se konala pod politickým dohledem. Pravděpodobně jediným přeživším kabaretem té doby byl Kabaret U Fleků, kde vystupovali divadelní a filmoví herci a zpěváci (např. Jiří Lír, Jaroslav Štercl, Ljuba Hermanová). Ostatní kabarety byly zavřeny nebo upadaly. Souběžně však vznikaly systémem schválené podniky s přesným programem lidové zábavy a s kontrolovaným scénářem, včetně cirkusových čísel, jako Varieté Praga ve Vodičkově ulici, které se v roce 1968 pokusilo přiblížit dávným kabaretům striptýzem (pod názvem Krása bez závoje). 
Na druhé straně se počátkem 60. let začaly formovat avantgardní soubory spojené s kulturní novou vlnou při kavárnách (Alfa, Alhambra, Paravan, Reduta, Semafor, Rokoko, Alfa v Plzni). Ke kabaretu se z nich nejvíce hlásilo divadlo Paravan, které vedl Jiří Robert Pick. Další scény již překonaly formy kabaretu a zařadily se k divadlům malých forem.

### Kabarety v televizi
Úspěšným pokusem o návrat kabaretů byly televizní zábavné pořady – například Kabaret U zvonečku (1970–1972), Kabaret U dobré pohody (1973–1980), Dostaveníčko u ... (1973–1976), Sejdeme se na Vlachovce (1973–1989) a pravděpodobně nejúspěšnější z nich Možná přijde i kouzelník (1980–1991). Na těchto pořadech se autorsky podíleli zejména Gustav Oplustil jako scenárista, Zdeněk Podskalský jako režisér nebo František Polák jako dramaturg.

## Současnost
S devadesátými léty a na přelomu století nastala doba, kdy umělci mohli konečně rozvinout svou invenci a tvořit. Přežil pouze tradiční a stále vyhledávaný Kabaret U Fleků v pražské Křemencově ulici, především díky pivovaru a restauraci, podobně jako v některých hotelech. Umělecká forma kabaretu se přežila. Bývá buď nahrazena estrádou v retro kostýmech, nebo adaptací amerického muzikálu Cabaret, nebo skomírá jako „stand up“. Objevil se český pokus o znovuzavedení burlesky. Titul Cabaret užívají pro svou reklamu jen noční podniky, např. v Praze.